# Садж (жанр)
Садж (араб. سـجـع‎) — третий род литературы, рифмованная проза в классических арабской, персидской и тюркской литературах.
Зародился в доисламский период, когда под саджем понимались ритмичные рифмованные высказывания прорицателей-священников (кахинов), произнесённые в экстатическом состоянии, обычно с использованием устаревших слов. А. А. Долинина пишет в своей книге «Бади' аз-Заман ал-Хамадани и его макамы»: «Садж' отличается не только наличием рифмы, но и ритмом, создающимся не как в поэзии — путем чередования комбинаций долгих и кратких слогов, а за счет равного количества слов в рифмующихся отрезках, а также параллелизма употребляемых грамматических форм и синтаксических конструкций; естественно, что ритмообразующую роль играет и рифма».
Наряду с предсказаниями встречался в описаниях небесных светил и явлений природы.
Характерен для ранней арабской ораторской прозы, в том числе проповеди (хутба).
Садж часто использовался в деловой и личной переписке, в народной прозе («Тысяча и одна ночь») и достиг наивысшего расцвета в жанре макамы (Бади аз-Заман аль-Хамадани, Абу Мухаммед аль-Касим ибн Али аль-Харири) и оставался востребованным до XX века.
Долинина в той же книге резюмирует: «Садж звучит в устах ещё доисламских прорицателей, вклинивается в ораторскую речь, иногда расцвеченную и просто рифмой, без четкой ритмизации; более того, священная книга мусульман Коран — сплошь рифмованная речь. После несколько настороженного отношения к садж’у в раннеисламскую эпоху вкус к рифме берет своё, и во времена расцвета украшенного стиля, о которых у нас идет речь, литературные произведения обильно уснащаются садж’ем, иногда полностью вытесняющим обычную прозу, что характерно для эпистолярного жанра, в частности для посланий ал-Хамадани».